# زلزال هوالين 2019
زلزال هوالين 2019 هو زلزالٌ وقعَ في شيولين ‏ في تايوان بتاريخ 18 أبريل 2019. بلغت شدتهُ 6.0 على مقياس درجة العزم.